# Ташкичу (Альшеевский район)
Ташкичу (баш. Ташкисеү) — деревня в Шафрановском сельсовете Альшеевского района Республики Башкортостан России.

## История
Основана в 1920 г. на территории Белебеевского кантона жителями д. Трунтаишево того же кантона. В 1925 г. учтено 25 дворов. С 1930-х годов носит современное название и статус.
Название происходит от назв. брода Ташкисеү (таш ‘каменистый’ и кисеү ‘брод’) (Русско-башкирский словарь-справочник названий населенных пунктов Республики Башкортостан. - Уфа: Китап, 2001.- 320 с. С. 26). 
До 2008 года - в составе упразднённого Чуракаевского сельсовета.

## Население
| 2002 | 2009 | 2010 | 2010 |
| ---- | ---- | ---- | ---- |
| 142  | ↘129 | ↘92  | →92  |

Живут башкиры, татары.

## Инфраструктура
Есть начальная школа, фельдшерско-акушерский пункт.

## Географическое положение
Расстояние до:
- районного центра (Раевский): 29 км,
- центра сельсовета (Шафраново): 9 км,
- ближайшей железнодорожной станции (Шафраново): 13 км.